# Joachim Georg Piepke
Joachim Georg Piepke SVD (* 10. November 1943 in Danzig; † 24. Februar 2024) war ein deutscher Ordenspriester und Theologe.

## Leben
Nach dem Abitur 1962 am Berthold-Gymnasium in Freiburg im Breisgau trat er im selben Jahr in das Noviziat der Steyler Missionare im Missionshaus St. Gabriel bei Wien ein und wurde nach seinen philosophisch-theologischen Studien 1969 in St. Augustin bei Bonn zum Priester geweiht. Von 1970 bis 1980 wirkte er in São Paulo, Brasilien, wo er neben Jugend- und Vorstadtpastoral von 1975 bis 1980 Dozent für Dogmatik am Instituto Teológico São Paulo und von 1978 bis 1980 Direktor desselben war. 1983 promovierte er an der Päpstlichen Universität Gregoriana in Rom. Im selben Jahr wurde er von der Ordensleitung an die Philosophisch-Theologische Hochschule SVD St. Augustin berufen, wo er 1995 zum ordentlichen Professor für dogmatische Theologie ernannt wurde. Seit 1986 leitete er das in Sankt Augustin ansässige Anthropos-Institut. Von 1998 bis 2013 leitete er als Rektor die Philosophisch-Theologische Hochschule SVD St. Augustin.
Die Schwerpunkte seiner Forschungen waren die afroamerikanischen Religionen, die Volksreligiosität und Pfingstbewegung Lateinamerikas, die indigenen Kulturen Brasiliens sowie das Phänomen des Bruchs zwischen moderner Kultur und christlicher Verkündigung.

## Publikationen (Auswahl)
- Die Kirche auf dem Weg zum Menschen. Die Volk-Gottes-Ekklesiologie in der Kirche Brasiliens (= Neue Zeitschrift für Missionswissenschaft, Band 34). Neue Zeitschr. für Missionswiss., Immensee 1985, ISBN 3-85824-063-X (zugleich Dissertation, Gregoriana 1983).
  - A Igreja voltada para o homem. Eclesiologia do povo de Deus no Brasil Edições Paulinas, São Paulo 1989, ISBN 8505009606 (zugleich Dissertation, Gregoriana 1983).
- als Herausgeber: Anthropology and Mission. SVD International Consultation on Anthropology for Mission (= Studia Instituti Missiologici Societatis Verbi Divini, Band 41). Steyler Verl. Wort u. Werk, Nettetal 1988, ISBN 3-8050-0217-3.
- als Herausgeber: Evangelium und Kultur. Christliche Verkündigung und Gesellschaft im heutigen Mitteleuropa (= Veröffentlichungen des Missionspriesterseminars St. Augustin bei Bonn, Band 45). Steyler Verl., Nettetal 1995, ISBN 3-8050-0357-9.
- als Herausgeber: Einheitsglaube oder Einheit im Glauben. Zur Problematik von Partikularität und Universalität des christlichen Glaubens in einer fragmentierten Welt (= Veröffentlichungen des Missionspriesterseminars St. Augustin bei Bonn, Band 52). Steyler Verl., Nettetal 2002, ISBN 3-8050-0459-1.
- als Herausgeber: Die Kirche – erfahrbar und sichtbar in Amt und Eucharistie. Zur Problematik der Stellung von Amt und Abendmahl im ökumenischen Gespräch (= Veröffentlichungen des Missionspriesterseminars St. Augustin bei Bonn, Band 55). Steyler Verl., Nettetal 2006, ISBN 3-8050-0527-X.
- als Herausgeber: Kultur und Religion in der Begegnung mit dem Fremden (= Veröffentlichungen des Missionspriesterseminars St. Augustin bei Bonn, Band 56). Steyler Verl., Nettetal 2007, ISBN 3-8050-0544-X.